# Jönköping Spartans
Gli Jönköping Spartans sono una squadra di football americano di Jönköping, in Svezia, fondata nel 2013.

## Dettaglio stagioni

### Tornei nazionali

#### Campionato

##### Division 1 för damer (primo livello)/Superserien för damer
| Stagione | regular season | regular season | regular season | regular season | regular season | regular season | playoff | playoff | playoff | playoff | playoff | playoff   | playoff    |
|          | Vin            | Par            | Per            | Tot            | PF             | PS             | Vin     | Per     | Tot     | PF      | PS      | risultato | avversaria |
| -------- | -------------- | -------------- | -------------- | -------------- | -------------- | -------------- | ------- | ------- | ------- | ------- | ------- | --------- | ---------- |
| 2017     | 2              | 0              | 5              | 7              | 86             | 125            | -       | -       | -       | -       | -       | -         | -          |
| 2018     | 4              | 0              | 4              | 8              | 195            | 178            | -       | -       | -       | -       | -       | -         | -          |
| 2019     | 0              | 2              | 6              | 8              | 0              | 6              | -       | -       | -       | -       | -       | -         | -          |
| 2021     | 0              | 1              | 3              | 4              | 22             | 148            | -       | -       | -       | -       | -       | -         | -          |
| Totale   | 6              | 3              | 18             | 27             | 303            | 457            | -       | -       | -       | -       | -       |           |            |

Fonti: Enciclopedia del Football - A cura di Roberto Mezzetti

##### Division 1 för herrar
| Stagione | regular season | regular season | regular season | regular season | regular season | regular season | playoff | playoff | playoff | playoff | playoff | playoff          | playoff                |
|          | Vin            | Par            | Per            | Tot            | PF             | PS             | Vin     | Per     | Tot     | PF      | PS      | risultato        | avversaria             |
| -------- | -------------- | -------------- | -------------- | -------------- | -------------- | -------------- | ------- | ------- | ------- | ------- | ------- | ---------------- | ---------------------- |
| 2017     | 4              | 0              | 3              | 7              | 160            | 126            | 0       | 1       | 1       | 0       | 28      | Wild Card        | Karlskoga Wolves       |
| 2018     | 5              | 0              | 1              | 6              | 124            | 81             | 0       | 1       | 1       | 7       | 13      | Quarti di finale | STU Northside Bulls    |
| 2019     | 6              | 0              | 0              | 6              | 239            | 25             | 0       | 1       | 1       | 0       | 60      | Quarti di finale | Kristianstad Predators |
| Totale   | 15             | 0              | 4              | 19             | 523            | 232            | 0       | 3       | 3       | 7       | 101     |                  |                        |

Fonti: Enciclopedia del Football - A cura di Roberto Mezzetti

##### Division 1 för damer (secondo livello)
| Stagione | regular season | regular season | regular season | regular season | regular season | regular season | playoff | playoff | playoff | playoff | playoff | playoff   | playoff                 |
|          | Vin            | Par            | Per            | Tot            | PF             | PS             | Vin     | Per     | Tot     | PF      | PS      | risultato | avversaria              |
| -------- | -------------- | -------------- | -------------- | -------------- | -------------- | -------------- | ------- | ------- | ------- | ------- | ------- | --------- | ----------------------- |
| 2020     | 4              | 0              | 0              | 4              | 158            | 6              | 1       | 0       | 1       | 62      | 0       | Promosse  | Stockholm Mean Machines |
| Totale   | 4              | 0              | 0              | 4              | 158            | 6              | 1       | 0       | 1       | 62      | 0       |           |                         |

Fonti: Enciclopedia del Football - A cura di Roberto Mezzetti

##### Division 2
| Stagione | regular season | regular season | regular season | regular season | regular season | regular season | playoff | playoff | playoff | playoff | playoff | playoff   | playoff    |
|          | Vin            | Par            | Per            | Tot            | PF             | PS             | Vin     | Per     | Tot     | PF      | PS      | risultato | avversaria |
| -------- | -------------- | -------------- | -------------- | -------------- | -------------- | -------------- | ------- | ------- | ------- | ------- | ------- | --------- | ---------- |
| 2020     | 3              | 0              | 3              | 6              | 40             | 121            | -       | -       | -       | -       | -       | -         | -          |
| 2021     | 2              | 0              | 2              | 4              | 8              | 28             | -       | -       | -       | -       | -       | -         | -          |
| 2022     | 0              | 0              | 4              | 4              | 0              | 4              | -       | -       | -       | -       | -       | -         | -          |
| Totale   | 5              | 0              | 9              | 14             | 48             | 153            | -       | -       | -       | -       | -       |           |            |

Fonti: Enciclopedia del Football - A cura di Roberto Mezzetti

### Riepilogo fasi finali disputate
| Anno              | Luogo     | Evento                | Fase del torneo  | Incontro                                     | Risultato |
| 2017              |           | Division 1 för herrar | Wild Card        | Karlskoga Wolves - Jönköping Spartans        | 28 - 0    |
| 25 agosto 2018    | Jönköping | Division 1 för herrar | Quarti di finale | Jönköping Spartans - STU Northside Bulls     | 7 - 13    |
| 15-16 giugno 2019 |           | Division 1 för herrar | Quarti di finale | Jönköping Spartans - Kristianstad Predators  | 0 - 60    |
| 11 ottobre 2020   |           | Division 1 för damer  | Finale           | Jönköping Spartans - Stockholm Mean Machines | 62 - 0    |

## Palmarès
- 1 Division I femminile (2020[3])